# Agnes Bruckner
Agnes Bruckner (ur. 16 sierpnia 1985 w Los Angeles) – amerykańska aktorka filmowa i telewizyjna.

## Życiorys
Bruckner urodziła się w Hollywood w Los Angeles jako córka Węgra i Rosjanki, którzy w 1984 roku wyemigrowali do Stanów Zjednoczonych. Bruckner ma dwie siostry i brata.
W dzieciństwie interesowała ją sztuka tańca. Za radą matki, jako ośmiolatka rozpoczęła pracę jako dziecięca modelka; zaczęła też brać udział w konkursach piękności. Agnes dorastała w Los Feliz w stanie Kalifornia oraz w Portland w Oregonie. Następnie wróciła do słonecznej Kalifornii, by jako jedenastolatka rozpocząć karierę aktorską.
Występuje głównie w niekomercyjnych filmach fabularnych oraz w telewizji. Za rolę w filmie Blue Car otrzymała nominację do nagrody Independent Spirit.

## Filmografia
- 2015: Dawno, dawno temu (Once Upon a Time) jako Lilith „Lily” Paige
- 2013: Anna Nicole jako Anna Nicole Smith
- 2009: Teoria zabijania (Kill Theory) jako Jennifer
- 2009: Motel II: Pierwsze cięcie jako Jessica
- 2007: Krew jak czekolada (Blood and Chocolate) jako Vivian
- 2006: Dreamland jako Audrey
- 2006: Mroki lasu (The Woods) jako Heather
- 2006: Siła spokoju (Peaceful Warrior) jako Susie
- 2005: Venom jako Eden
- 2004: Niełatwa miłość (Stateside) jako Sue Dubois
- 2004: Przystań (Haven) jako Pippa
- 2004: ExLife jako Katya Bergamo
- 2004: The Iris Effect jako Katya Bergamo
- 2003: Rick jako Eve O'Lette
- 2002: Śmiertelna wyliczanka (Murder by Numbers) jako Lisa Mills
- 2002: Podejrzana (Home Room) jako Cathy
- 2002: Blue Car jako Meg
- 2001: Dom Glassów (The Glass House) jako Zoe
- 2001: 24 godziny (24) jako Linda (gościnnie)
- 2001–2006: Agentka o stu twarzach (Alias) jako Kelly McNeil (gościnnie)
- 2000–2001: Ścigany (The Fugitive) jako Mallory Wickes (gościnnie)
- 1998: The Shrunken City jako Lori
- 1997: Girl jako Lydia
- 1996–2000: Niebieski Pacyfik (Pacific Blue) jako porwana nastolatka (gościnnie)
- 1994–2003: Dotyk anioła (Touched by an Angel) jako Lisa (gościnnie)
- 1987: Moda na sukces (The Bold and the Beautiful) jako Bridget Forrester #2 (1997–1999)